# Pseudosinella dodecophthalma
Pseudosinella dodecophthalma is een springstaartensoort uit de familie van de Entomobryidae. De wetenschappelijke naam van de soort is voor het eerst geldig gepubliceerd in 1969 door Hermann Gisin (gestorven in 1967) en Maria Manuela da Gama. Deze troglobiet is aangetroffen in grotten in het Franse departement Lot. Ze is 1,4 tot 1,6 mm lang en heeft 6+6 ogen.